# Schaatsen op de Olympische Winterspelen 2018 - 10.000 meter mannen
De 10.000 meter mannen op de Olympische Winterspelen 2018 in Pyeongchang werd op donderdag 15 februari 2018 in de Gangneung Science Oval in Gangneung, Zuid-Korea verreden.

## Tijdschema
| Datum       | Lokale tijd | MET   |
| ----------- | ----------- | ----- |
| 15 februari | 20.00       | 12.00 |

## Records
Records voor aanvang van de Spelen in 2018.
| Titelhouder      | Jorrit Bergsma  | NED | 12.44,45 | Sotsji            |
| Wereldrecord     | Ted-Jan Bloemen | CAN | 12.36,30 | Salt Lake City    |
| Olympisch record | Jorrit Bergsma  | NED | 12.44,45 | Sotsji            |
| Baanrecord       | Sven Kramer     | NED | 12.38,89 | WK afstanden 2017 |

## Statistieken

### Uitslag
| #      | Naam              | Land | Tijd        | Verschil |
| ------ | ----------------- | ---- | ----------- | -------- |
| Goud   | Ted-Jan Bloemen   | CAN  | 12.39,77 OR |          |
| Zilver | Jorrit Bergsma    | NED  | 12.41,98 PR | + 2,21   |
| Brons  | Nicola Tumolero   | ITA  | 12.54,32 PR | + 14,55  |
| 4      | Lee Seung-hoon    | KOR  | 12.55,54 NR | + 15,77  |
| 5      | Jordan Belchos    | CAN  | 12.59,51 PR | + 19,74  |
| 6      | Sven Kramer       | NED  | 13.01,02    | + 21,25  |
| 7      | Patrick Beckert   | GER  | 13.01,94    | + 22,17  |
| 8      | Bart Swings       | BEL  | 13.03,53    | + 23,76  |
| 9      | Moritz Geisreiter | GER  | 13.06,35    | + 26,58  |
| 10     | Ryosuke Tsuchiya  | JPN  | 13.10,31 NR | + 30,54  |
| 11     | Håvard Bøkko      | NOR  | 13.17,47    | + 37,70  |
| 12     | Davide Ghiotto    | ITA  | 13.27,09    | + 47,32  |

NR = Nationaal record
OR = Olympisch record
PR = Persoonlijk record

### Loting
| Rit        | Baan   | Schaatser         | Tijd (rang)   |
| ---------- | ------ | ----------------- | ------------- |
| 1          | Binnen | Ryosuke Tsuchiya  | 13.10,31 (10) |
| 1          | Buiten | Bart Swings       | 13.03,53 (8)  |
| 2          | Binnen | Håvard Bøkko      | 13.17,47 (11) |
| 2          | Buiten | Jordan Belchos    | 12.59,51 (5)  |
| 3          | Binnen | Moritz Geisreiter | 13.06,35 (9)  |
| 3          | Buiten | Lee Seung-hoon    | 12.55,54 (4)  |
| Dweilpauze |        |                   |               |
| 4          | Binnen | Jorrit Bergsma    | 12.41,98 (2)  |
| 4          | Buiten | Davide Ghiotto    | 13.27,09 (12) |
| 5          | Binnen | Nicola Tumolero   | 12.54,32 (3)  |
| 5          | Buiten | Ted-Jan Bloemen   | 12.39,77 (1)  |
| 6          | Binnen | Patrick Beckert   | 13.01,94 (7)  |
| 6          | Buiten | Sven Kramer       | 13.01,02 (6)  |

## IJs- en klimaatcondities
| Tijd             | 20:00    | 20:43    | 21:06    | 21:52    |
| Paar             | 1        | 3        | 4        | 6        |
| Luchttemperatuur | 16,5 °C  | 16,5 °C  | 17,0 °C  | 16,0 °C  |
| IJstemperatuur   | -9,9 °C  | -10,0 °C | -9,9 °C  | -9,9 °C  |
| Luchtvochtigheid | 28%      | 28%      | 31%      | 31%      |
| Luchtdruk        | 1019 hPa | 1019 hPa | 1019 hPa | 1019 hPa |

1924 · 
1928 · 
1932 · 
1936 · 
1948 · 
1952 · 
1956 · 
1960 · 
1964 · 
1968 · 
1972 · 
1976 · 
1980 · 
1984 · 
1988 · 
1992 · 
1994 · 
1998 · 
2002 · 
2006 · 
2010 · 
2014 ·
2018 ·
2022